# Portugal Masters 2012
De 6de editie van de Portugal Masters werd in Vilamoura gespeeld van 11 - 14 oktober 2012. Het prijzengeld is gezakt naar  € 2.250.000.
In 2011 werd het toernooi gewonnen door Tom Lewis, die toen net professional was geworden na het winnen van de Walker Cup. Hij staat nu nummer 123 op de Race To Dubai.

Het baanrecord van 61 staat sinds 2007 op naam van Martin Kaymer.

## Verslag
De par van de baan is voor het toernooi op 71 gesteld.

#### Ronde 1

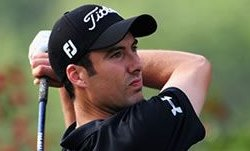
Ross Fisher

Robert-Jan Derksen sloeg al om 8 uur af en maakte een ronde van 70. Maarten Lafeber startte een uur later maar had moeite zijn ritme te vinden. Na zeven holes stond hij al op +4, daarna speelde hij alle holes in par. Joost Luiten speelde in de middaggroep en scoorde +1. Ross Fisher en Stephen Gallacher gingen aan de leiding met -6.

#### Ronde 2
Ook in de 2de ronde werd 65 gescoord, Bernd Wiesberger stond daarna aan de leiding totdat Ross Fisher zijn eerste plaats weer opeiste, en Johan Edfors steeg daardoor 81 plaatsen in het klassement. 

Derksen haalde als enige Nederlander net de cut, Lafeber scoorde ronde 2 beter maar zowel hij als Luiten scoorden slecht op de par-5 holes.

#### Ronde 3
Derksen eindigde ronde 3 met twee bogeys (net als ronde 2) en heeft ronde 3 in 70 slagen gespeeld. Twintig minuten later kwam Andrew Dodt binnen, die met 64 het toernooirecord verbeterde en op de 2de plaats kwam op het moment dat de leiders nog moesten starten. Bernd Wiesberger, die in 2012 al twee toernooien gewonnen heeft, begon ronde 3 met een achterstand van 3 slagen op Ross Fisher, maar die was na 14 holes weggewerkt. Ze speelden samen in de laatste partij en stonden toen beiden op -13;  dat bleef zo tot de laatste hole, waar Fisher een bogey maakte. 
Dodt was inmiddels door enkele spelers ingehaald en kwam op een gedeeld 8ste plaats.

#### Ronde 4
Fisher en Wiesbergen speelden weer samen in de laatste partij. Na negen holes hadden beiden een birdie en een bogey gemaakt, het verschil was dus nog steeds één slag. Voor hen speelden Richard Finch en Shane Lowry, die op hole 11 een eagle maakte en ineens ook op -13 stond, net als Wiesberger. Ross Fisher stond nog steeds op -12, daar kwam Wiesberger ook te staan na een bogey op hole 11, terwijl Michael Campbell op dat moment een birdie op hole 12 maakte en ook naar -12 ging.

Na hole 12 stonden Fisher, Lowry en Wiesbergen weer aan de leiding met -13. Fisher maakte birdies op 13 en 14 en ging dus naar -15 terwijl Wiesbergen die holes een par maakte. Lowry moest een birdie maken op hole 17, een par 5, om zichzelf een kans op de eerste plaats te geven. De birdie viel, en Wiesbergen maakte er een bogey, dus toen stond Lowry aan de leiding. Hij eindigde echter met een bogey en moest afwachten hoe de anderen hun laatste holes zouden spelen. Fisher eindigde met een bogey en Lowry behaalde zijn eerste overwinning in drie jaar.
Derksen maakte een mooie slotronde. Pedro Figueiredo speelde vier rondes onder par en eindigde met -5 als beste amateur, ditmaal op de 28ste plaats.
- Leaderboard

| Naam               | Score R1 | Score R1 | Nr   | Score R2 | Score R2 | Totaal | Nr  | Score R3 | Score R3 | Totaal | Nr  | Score R4 | Score R4 | Totaal | Nr  |
| ------------------ | -------- | -------- | ---- | -------- | -------- | ------ | --- | -------- | -------- | ------ | --- | -------- | -------- | ------ | --- |
| Shane Lowry        | 67       | -4       | T4   | 70       | -1       | -5     | T6  | 67       | -4       | -9     | T3  | 66       | -5       | -14    | 1   |
| Ross Fisher        | 65       | -6       | T1   | 67       | -4       | -10    | 1   | 69       | -2       | -12    | 2   | 70       | -1       | -13    | 2   |
| Michael Campbell   | 68       | -3       | T9   | 69       | -2       | -5     | T6  | 67       | -4       | -9     | T3  | 68       | -3       | -12    | 3   |
| Bernd Wiesberger   | 70       | -1       | T34  | 65       | -6       | -7     | T2  | 65       | -6       | -13    | 1   | 73       | +2       | -11    | 4   |
| Richard Finch      | 70       | -1       | T34  | 68       | -3       | -4     | T11 | 66       | -5       | -9     | T3  | 70       | -1       | -10    | 5   |
| Raphaël Jacquelin  | 72       | +1       | T69  | 70       | -1       | par    | T53 | 71       | par      | par    | T55 | 63       | -8       | -8     | T7  |
| Danny Willett      | 70       | -1       | T34  | 69       | -2       | -3     | T14 | 74       | +3       | par    | T55 | 63       | -8       | -8     | T7  |
| Stephen Gallacher  | 65       | -6       | T1   | 70       | -1       | -7     | T2  | 72       | +1       | -6     | T12 | 69       | -2       | -8     | T7  |
| Andrew Dodt        | 72       | +1       | T69  | 70       | -1       | par    | T53 | 64       | -7       | -7     | T8  | 72       | +1       | -6     | T17 |
| Robert-Jan Derksen | 70       | -1       | T34  | 72       | +1       | par    | T53 | 70       | -1       | -1     | T44 | 66       | -5       | -6     | T17 |
| Johan Edfors       | 73       | +2       | T91  | 65       | -6       | -4     | T10 | 75       | +4       | par    | T55 | 66       | -5       | -5     | T27 |
| Joost Luiten       | 72       | +1       | T69  | 74       | +3       | +4     | MC  |          |          |        |     |          |          |        |     |
| Maarten Lafeber    | 75       | +4       | T114 | 74       | +3       | +7     | MC  |          |          |        |     |          |          |        |     |

| Leider | , | Toernooirecord | , | MC = missed cut = cut gemist | , | DQ = disqualified |

## Spelers
| - Felipe Aguilar - Thomas Aiken - Fredrik Andersson Hed - Matthew Baldwin - Rich Beem - Thomas Bjørn - Richard Bland - Grégory Bourdy - Gary Boyd - Markus Brier - Kristoffer Broberg - Rafael Cabrera Bello - Michael Campbell - Jorge Campillo - Alejandro Cañizares - Darren Clarke - George Coetzee - Robert Coles - Federico Colombo - Rhys Davies - Carlos Del Moral - Daniel Denison - Robert-Jan Derksen - Andrew Dodt - David Drysdale - Simon Dyson - Jamie Donaldson - Bradley Dredge - Victor Dubuisson - Johan Edfors - Jamie Elson - Niclas Fasth - Gonzalo Fernández-Castaño - Kenneth Ferrie | - Darren Fichardt - Richard Finch - Ross Fisher - Tommy Fleetwood - Oscar Florén - Mark Foster - Lorenzo Gagli - Stephen Gallacher - Ignacio Garrido - Jean-Baptiste Gonnet - Ricardo González - Tano Goya - Richard Green (2010) - Emiliano Grillo - Anders Hansen - Pádraig Harrington - Grégory Havret - Benjamin Hebert - Peter Hedblom - Michael Hoey - Keith Horne - David Horsey - David Howell - Mikko Ilonen - Raphaël Jacquelin - Scott Jamieson - Miguel Ángel Jiménez - Richard S Johnson - Michael Jonzon - Simon Khan - Martin Kaymer - James Kingston - Søren Kjeldsen - Jbe' Kruger | - Maarten Lafeber - Joakim Lagergren - José Manuel Lara - Pablo Larrazábal - Paul Lawrie - Craig Lee - Thomas Levet - Tom Lewis (2011) - Sam Little - Shane Lowry - Joost Luiten - Mikael Lundberg - David Lynn - Matteo Manassero - Andrew Marshall - Pablo Martín - Gareth Maybin - Richard McEvoy - Paul McGinley - Damien McGrane - Shaun Micheel - Edoardo Molinari - Francesco Molinari - James Morrison - Jamie Moul - George Murray - Christian Nilsson - Alexander Norén - Thorbjørn Olesen - Gary Orr - Hennie Otto - Andrea Pavan - Phillip Price - Alvaro Quiros (2008) | - Robert Rock - Ricardo Santos - Marcel Siem - Joel Sjöholm - Lee Slattery - Henrik Stenson - Richard Sterne - Graeme Storm - Andy Sullivan - Anthony Wall - Tjaart Van der Walt - Jaco Van Zyl - Paul Waring - Marc Warren - Steve Webster (2007) - Peter Whiteford - Martin Wiegele - Bernd Wiesberger - Danny Willett - Fabrizio Zanotti - Matthew Zions Invitaties - José-Filipe Lima - José María Olazabal Nationale spelers - Antonio Rosado - Nuno Henriques - Tiago Cruz - Hugo Santos Amateurs - Ricardo Melo Gouveia - Pedro Figueiredo |

Antonio Rosado speelde in 2010 en 2011 ook in de Portugal Masters.